# (29424) 1997 BV4
1997 بي في 4 (ويعرف أيضًا باسم (29424) 1997 بي في 4 وفق تسمية الكوكب الصغير) (بالإنجليزية: 1997 BV4)‏ هو كويكب ضمن حزام الكويكبات؛ وترتيبه 29424 من حيث الاكتشاف.
اكتُشف هذا الجُرم الفلكي بواسطة Augusto Testa ‏ في 29 يناير 1997.

## وصلات خارجية
- (29424) 1997 BV4 في قاعدة بيانات مختبر الدفع النفاث لأجرام النظام الشمسي الصغيرة

- الاكتشاف · مخطط المدار ·  العناصر المدارية · المعلمات المادية

- (29424) 1997 BV4 على موقع ويكي سكاي: DSS2, SDSS, GALEX, IRAS, Hydrogen α, X-Ray, Astrophoto, Sky Map, Articles and images